# Mäeküla (Käina)
Mäeküla − wieś w Estonii, w prowincji Hiuma, w gminie Käina.